# Silvestrina
Silvestrina es un género de foraminífero bentónico considerado un sinónimo posterior de Orbitoides de la subfamilia Orbitoidinae, de la familia Orbitoididae, de la superfamilia Orbitoidoidea, del suborden Rotaliina y del orden Rotaliida. Su especie tipo era Orbitoides apiculata. Su rango cronoestratigráfico abarcaba el Maastrichtiense (Cretácico superior).

## Clasificación
Silvestrina incluía a las siguientes especies:
- Silvestrina apiculata †
- Silvestrina vandenbrocki †